# Гадюка карликова
Гадюка карликова (Bitis peringueyi) — найменша отруйна змія з роду Африканська гадюка родини Гадюкові.

## Опис
Загальна довжина сягає 20—30 см. Голова широка, пласка. Тулуб товстий. Над очима немає жодної виступаючої луски, тому її називають також «безрогою гадюкою». Забарвлене сіре або червонувато-жовте з трьома поздовжніми рядками дрібних темних плям. Кінчик хвоста звичайно чорний.

## Спосіб життя
Полюбляє піщаних пустелі. Пересувається засобом «бічного ходу», а при небезпеці швидко «потопає» у піску за допомогою вібруючих рухів тулуба. Активна вночі. Харчується дрібними ящірками, безхребетними.
Кількість отрути, що вводиться при укусі, дуже невелика, тому ящірки гинуть тільки через 10—20 хвилин після укусу. У людини виникає лише місцеві болі та набряки, без смертельного результату.
Це яйцеживородна змія. Самиця народжує до 10 дитинчат довжиною 10—13 см.

## Розповсюдження
Мешкає в Анголі та Намібії.